# Al'ona Al'ona
Al'ona Al'ona, pseudonimo di Al'ona Olehivna Savranenko (in ucraino Альона Олегівна Савраненко?; Kapitanivka, 14 giugno 1991), è una cantante e rapper ucraina.
Ha rappresentato l'Ucraina all'Eurovision Song Contest 2024 con il brano Teresa & Maria, in duetto con Jerry Heil.

## Biografia
Nata nel distretto di Novomyrhorod, più precisamente nel villaggio di Kapitanivka, ha conseguito due lauree in pedagogia di cui una presso l'Università statale pedagogica "Hryhorij Skovoroda" di Perejaslav. Prima di intraprendere la carriera da rapper, Savranenko ha lavorato come insegnante presso l'asilo nido "Teremok" di Baryšivka, per poi spostarti nel villaggio vicino di Dernivka.
Savranenko, sotto lo pseudonimo Al'ona Al.kaida, ha iniziato a scrivere pezzi rap durante la metà degli anni 2000, ma raggiunge la notorietà nazionale solo nel 2018 con il singolo Rybky, seguito poi dal singolo Holovy che ha raggiunto il milione di visualizzazioni su YouTube.
Nel gennaio 2019, durante lo scandalo politico che ha coinvolto l'allora presidente ucraino Petro Porošenko, Al'ona Al'ona ha pubblicato il singolo Obitsjanky. Nell'aprile dello stesso anno, pubblica il suo album di debutto Puška, anticipato dall'omonimo singolo. Il disco contiene Padlo, una collaborazione con Alina Paš, che allo YUNA, il premio musicale ucraino più prestigioso, ha trionfato in due categorie. L'artista è stata elogiata dal periodico Vogue come artista emergente nel panorama rap ucraino.
Nell'agosto 2019, l'artista si è esibita al Sziget Festival di Budapest, mentre nel mese di dicembre è autrice del brano Vil'na, interpretato da Tina Karol' e Julija Sanina, inserito nella colonna sonora della pellicola cinematografica ucraina Viddana. Nel 2020 Al'ona Al'ona ha firmato un contratto discografico con Def Jam Polska.
Nel maggio 2021 ha fatto parte della giuria ucraina per l'Eurovision Song Contest. A due anni di distanza è stata confermata, in coppia con Jerry Heil, come una dei partecipanti all'annuale Vidbir, il programma di selezione del rappresentante ucraino all'Eurovision Song Contest 2024, dove hanno trionfato con la loro canzone Teresa & Maria, guadagnando il diritto di rappresentare l'Ucraina sul palco eurovisivo di Malmö; il brano, premiato con due YUNA, ha finito per raggiungere la cima della hit parade ucraina e ha fatto l'entrata nella Singlų Top 100 lituana. La coppia riesce a passare in finale grazie al secondo posto nella prima semifinale; nella serata dell'11 maggio, Al'ona Al'ona e Heil riescono a conquistare il terzo posto finale con 453 punti, alle spalle del vincitore Nemo e del croato Baby Lasagna.

## Discografia

### Album in studio
- 2019 – Puška
- 2021 – Galas
- 2021 – Lava

### EP
- 2019 – V chati MA
- 2022 – Daj boh (con Jerry Heil)

### Singoli
- 2018 – Rybky
- 2018 – Holovy
- 2018 – Vidčynjaj
- 2018 – Zalyšaju svij dim
- 2019 – Obitsjanky
- 2022 – Ridni moï (con Jerry Heil)
- 2022 – Čomu? (con Jerry Heil)
- 2022 – Kupala (con Jerry Heil e Ela)
- 2022 – Za namy peremoha
- 2022 – Mariupol'
- 2022 – Ljuli-ljuli (con Artem Pyvovarov)
- 2022 – Vykynu 2
- 2022 – Posmakuj (con Jerry Heil e Trill Pem)
- 2022 – Ekzamen (con Jerry Heil)
- 2023 – Ne vtratymo zv"jazok
- 2023 – Nebo chlyt'sja (con Kola)
- 2023 – Poklyk plemeni (con Pernatiz)
- 2023 – Muljaži
- 2023 – V temnoti
- 2023 – Ščedra nič (con Kola e Jerry Heil)
- 2024 – Teresa & Maria (con Jerry Heil)
- 2024 – Podoljanoča (Get Up) (con Jerry Heil)
- 2024 – Tato
- 2024 – Moje pokolinnja (con Vyshebaba)
- 2024 – Til'ky v tvoïch obijmach (con Kler)
- 2024 – A ščo bude
- 2024 – Zahadaju (con Vlada K)
- 2025 – Dvi duši
- 2025 – Zaprosi mene (con Kler)
- 2025 – Tam, de nemaje ljudej

#### Come featuring
- 2019 – Hory (Kalush feat. Al'ona Al'ona)
- 2020 – Žali (Jamala feat. Al'ona Al'ona)
- 2020 – Dancer (Vladimir Cauchemar feat. Al'ona Al'ona)
- 2021 – Ultrabeat (Space of Variations feat. Al'ona Al'ona)